# Jungle
A jungle egy zenei stílus, mely egyesíti magában a reggae, a dub, a breakbeat hardcore, a techno és a rare groove vonásait. Manapság oldskool jungle néven is emlegetik.

## Változatok
A jungle három nagyobb változatra bontható.
- ragga jungle; jamaicai reggae-re hasonlító zenei alapok és szövegezés (1990-től),
- darkside jungle/darkcore; tisztán instrumentális jellegű (1993-tól),
- intelligent jungle; lágyabb kissé ambient stílusra hasonlító ütemek (1993-tól).

Gyors tempó (150-170 bpm), breakbeat, szinkópára épülő népi hangszerek (percussive), hangminták és egyszerű szintetizátoros effektek gyakori használata jellemzi mindegyik változatot.

## Történet

### Elnevezése
A jungle terminológiát legelőször Duke Ellington alkalmazta az 1920-as években. Saját zenekarában afrikai hangzásvilágot alkalmazott, és emiatt jött az elnevezés. Együttesét is gyakorta emlegették a The Jungle Band becenéven. Másik lehetséges forrása a jamaicai Kingston városának egyik városrésze, mely a Betondzsungel elnevezést kapta.
Az első előadó, aki a modern értelemben vett jungle elnevezést használta, az Rebel MC volt. A szám szövegében megtalálható volt a "Rebel got this chant - "'alla the junglists" sor. Nagyjából ugyanebben az időben a Shut Up And Dance nevű zenekar tagjait nem engedték be egy szórakozóhelyre, azzal az indokkal, hogy "itt nem játszhatják a dzsungelzenéjüket". Innentől kezdve junglist-eknek nevezték magukat.
A kilencvenes években MC 5ive 'O, a Groove Connection, és Kingsley Roast voltak azok, akik a köztudatba hozták a stílust.

### Elterjedése
1992 nyarán a londoni "Rage" klub a rave egyik fellegvára volt. A rezidens DJ-k, Fabio és Grooverider, újítani kívántak a stíluson. A tempót 120-ról 145-re emelték, több ragga és dancehall elemet vittek bele, a techno-house-disco elemeket pedig fokozatosan kivették belőle. A váltás következménye az lett, hogy végül is a rave stílussal nem lehetett remixelni tökéletesen az új számokat, így gyakorlatilag egy új stílus keletkezett. Bár a Rage klub 1993 végén bezárt, az új stílus pozitív hatással volt a rave további fejlődésére.

### A jungle háttérbe szorul
A jungle 1994-1995 között volt népszerűsége csúcsán. Ezután a számítógépes technika fejlődésének köszönhetően a stílus alkotói lassan átnyergeltek a drum and bass-re, a jungle pedig egy olyan terminológia lett, amely számtalan elektronikus stílusra alkalmaztak.

### A jungle ma
Manapság a jungle a drum and bass szinonimája lett. Emellett a régi stílus számtalan elektronikus zenészre nagy benyomást tett. Néhány példa közülük: Squarepusher, Aphex Twin, Venetian Snares, Shitmat. A Scooter dalszövegeiben emlegeti fel rendszeresen a stílust, és jó néhány számukban hallhatóak stílusjegyek.

## Jungle számok
- A-Zone - Calling The People
- Conquering Lion - Code Red
- M Beat feat. General Levy - Incredible
- Tom & Jerry - Maximum Style
- Shy FX - Original Nuttah
- Ninjaman - Murder Dem
- Firefox & 4-Tree - Warning
- Ray Keith - Terrorist
- Dj Zinc - Super Sharp Shooter